# 商州 (北宋)
商州，中国北宋时设置的羁縻州。
北宋为宣祖赵弘殷避讳，改殷州羁縻州设置商州，为羁縻州，属戎州所领诸羁縻州之一。治所在戎州（今四川省宜宾市）西二百九十三里。即今四川省宜宾市西南商州镇。下辖殷川县、东公县、龙原县、韦川县、宾川县，后改为叙州所领诸羁縻州之一。宋孝宗乾道八年（1172年），权商州土刺史韦文豹被南宋任命为商州土刺史。之后废除商州。